# Sennepsplaster
Et sennepsplaster fremstilles ved at udrøre pulveriseret sort sennep med vand og smøre massen på lærred i et tykt lag. Når plasteret placeres på huden, virker det lokalirriterende og øger dermed blodgennemstrømningen (effekten kan sammenlignes med kamfer) og skulle dermed trække sygdommen ud af kroppen. Sennepsplastre har længe været udgået som lægemiddel.